# Les Barils
Les Barils település Franciaországban, Eure megyében. Lakosainak száma 270 fő (2022. január 1.). Les Barils Bourth, Gournay-le-Guérin, Mandres és Pullay községekkel határos.

## Népesség
A település népességének változása:
| Lakosok száma | 202  | 177  | 178  | 159  | 211  | 244  | 269  | 279  | 276  | 270  |
|               | 1968 | 1982 | 1990 | 2006 | 2013 | 2015 | 2017 | 2019 | 2020 | 2022 |